# Nintendo Entertainment System

Logo konsoli

Nintendo Entertainment System (w skrócie NES) – konsola gier wideo trzeciej generacji wyprodukowana przez japońskie przedsiębiorstwo Nintendo. Po raz pierwszy zaprezentowana 15 lipca 1983 roku na rynku japońskim jako Nintendo Family Computer, znana także jako Famicom. Nintendo Entertainment System, będąca jej przebudowaną wersją, była w kolejnych latach wprowadzana na rynku poza Japonią (w Europie Zachodniej w roku 1986 a w Polsce w roku 1994). Na konsolę wydano takie gry, jak Super Mario Bros., The Legend of Zelda czy też Metroid. Jako jedna z najlepiej sprzedających się konsol w tamtym okresie, istotnie przyczyniła się do rewitalizacji amerykańskiego rynku gier po zapaści w 1983 roku.

## Historia

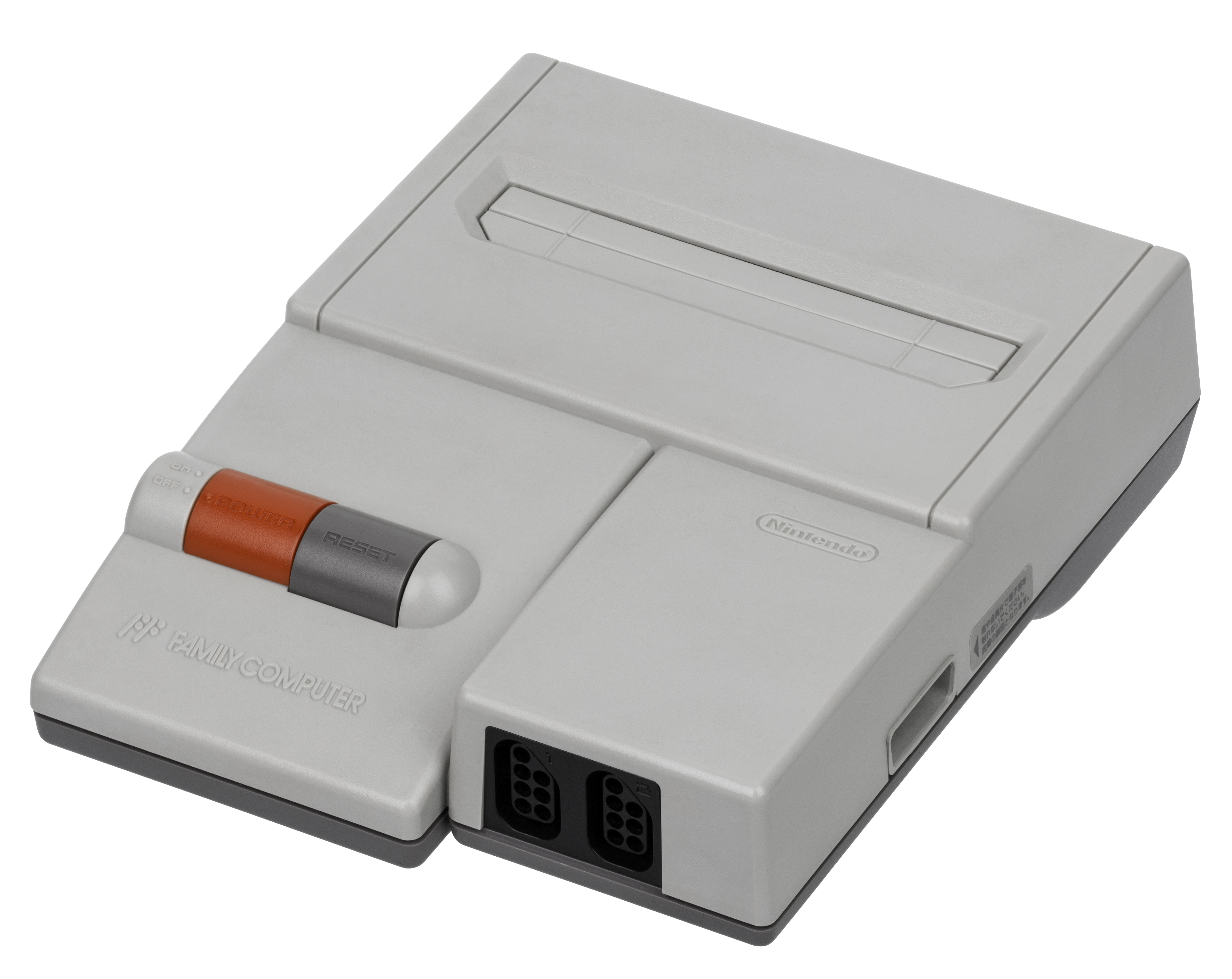
Famicom AV z 2 portami kontrolerów jak NES na froncie oraz z prawej strony port kontrolerów i rozszerzeń z pierwszego modelu Famicoma

### Tworzenie i wydanie w Japonii
Po fali sukcesów automatów do gry w latach '80, Nintendo postanowił zbudować konsolę opartą na kartridżach, nazwaną Family Computer. System ten zaprojektował Masayuki Uemura. Pierwsze egzemplarze Famicoma miały liczne błędy w oprogramowaniu, które z czasem zostały poprawione. W 1993 roku dokonano modyfikacji w budowie i wydano tę konsolę ponownie. Głównym celem zmian w modelu oznaczonym jako HVC-101 było zastosowanie kompozytowego wyjścia sygnału AV, które od początku lat dziewięćdziesiątych zaczęło być stosowane w japońskich odbiornikach telewizyjnych. Zmieniono również wygląd konsoli i kontrolerów, a także umożliwiono ich odłączanie, które w pierwotnej wersji były zamocowane na stałe. Od zastosowanego wyjścia sygnału nowy model jest nazywany AV Famicom. Istotny wpływ na powstanie Famicom miała konkurencyjna względem Atari 2600 konsola ColecoVision.

### Wydanie w Europie i USA
Konsola zyskała znaczną popularność w Japonii, co skłoniło Nintendo do jej dystrybucji na rynku amerykańskim i europejskim, gdzie znana jest jako Nintendo Entertainment System. Na potrzeby tych rynków oprócz nazwy zmianie uległa obudowa konsoli i system wkładania kartridżów (zwiększono liczbę pinów kartridża z 60 do 72). Dodatkowe piny wykorzystywane były do dodanego w tej konsoli zabezpieczenia uniemożliwiającego uruchomienie nielicencjonowanych gier oraz gier z innego regionu. Pierwszy raz poza Japonią zaprezentowana została w grudniu 1985 roku na targach Consumer Electronics Show w USA. W 1993 roku w Ameryce Północnej i Australii pojawiła się odnowiona wersja konsoli o mniejszej, podobnej do Famicoma AV obudowie. Konsola oznaczona była jako NES-101. W konsoli zrezygnowano z układu uniemożliwiającego uruchamianie nielicencjonowanych i sprowadzanych gier. Pozbawiona była także złącza AV ale jednocześnie oferowana w niższej cenie. Konsola miała być całkowicie zgodna z poprzednią wersją, jednakże nie działał na niej moduł Game Genie skonstruowany przez firmę Codemasters i sprzedawany przez Galoob Toys, który umożliwiał stosowanie w grach kodów i rozpoczynanie gry w dowolnym momencie.

### Popularność

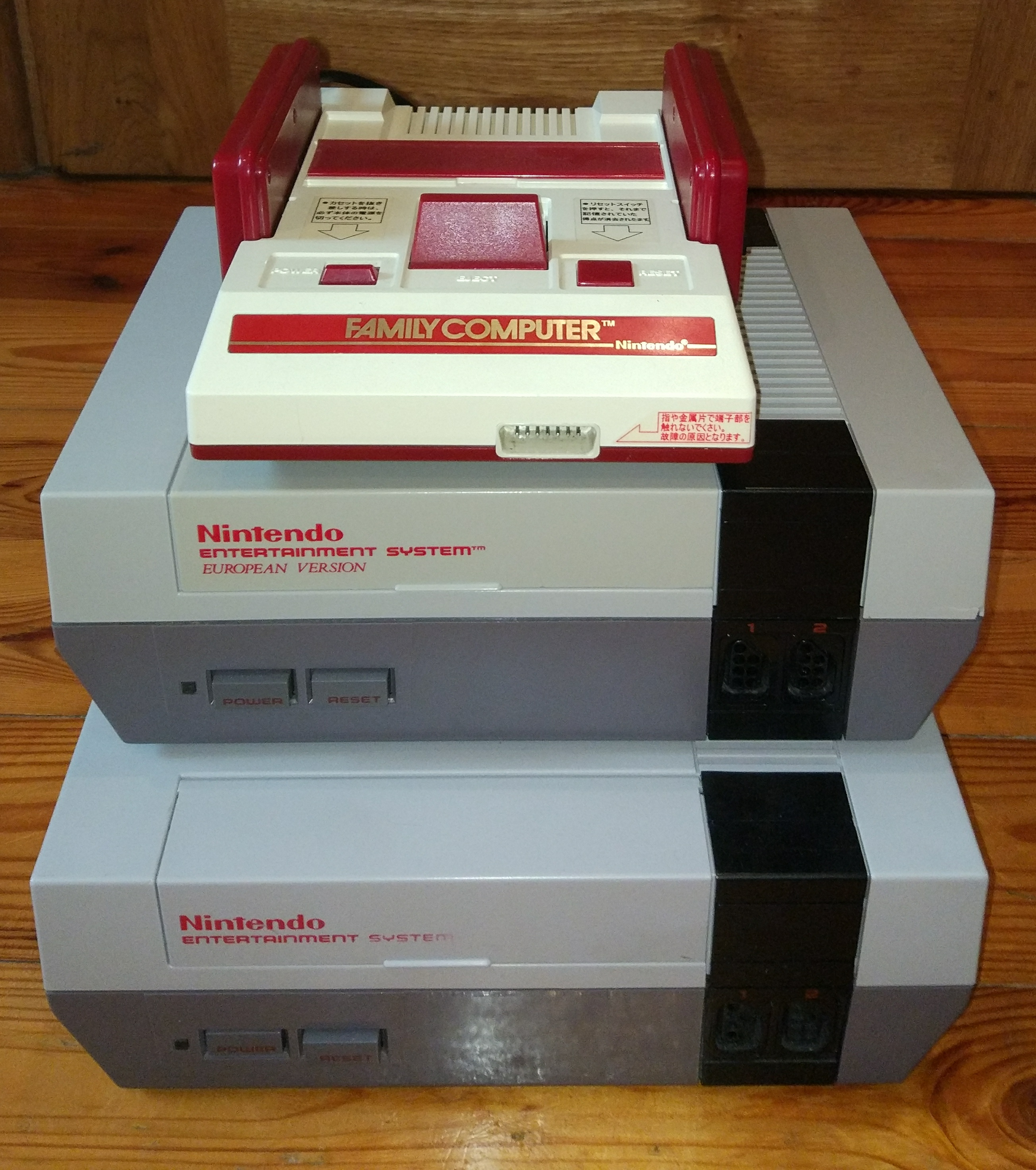
Porównanie konsoli NES z różnych regionów. Od góry: japoński Famicom, europejski model NES i amerykański model NES

Sprzedano łącznie ponad 60 mln egzemplarzy konsoli, w tym w samej Japonii ok. 19 mln. Wśród najbardziej znanych tytułów, które ukazały się na Famicom/NES znalazły się Mario Bros oraz Super Mario Bros. Sukces konsoli sprawił, że na świecie powstało wiele jej klonów. Ostatnią grą na NES-a był The Lion King wydany w maju 1995 roku. W tym samym czasie firma oficjalnie wycofała konsolę ze sprzedaży. Szacuje się, że na całym świecie sprzedano ok. 62 mln egzemplarzy konsoli i ponad 500 mln gier.

### Klony

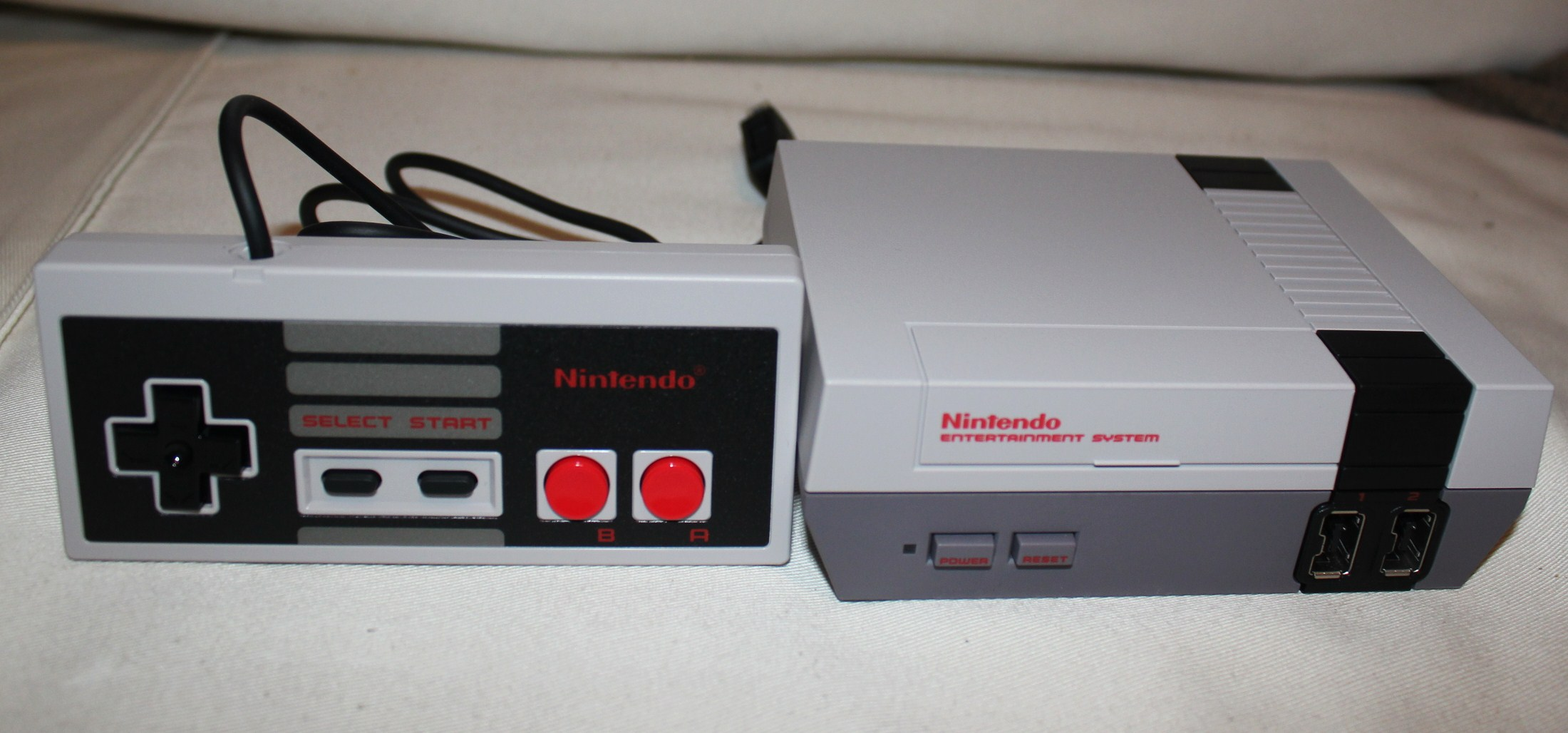
NES Classic Edition – zminiaturyzowana wersja konsoli

Na początku lat 90. rozpoczęto produkcję klonów konsoli. W wielu krajach na świecie dużą popularność zdobyły klony Famicoma, głównie dzięki swej dostępności na rynkach i targowiskach. W Polsce, najbardziej znanym klonem jest Pegasus, wydany w 1991 roku przez Bobmark International. Oprócz występowania innych klonów jak m.in. PolyStation czy Gold Leopard King, istniała w Polsce możliwość legalnego nabycia oryginalnej konsoli. Przedsiębiorstwo Entertainment Systems Poland zaprezentowało ją 6 października 1994 roku na konferencji Nintendo w hotelu Sobieski, wraz z 16-bitowym Super Nintendo i przenośnym Game Boyem. Dystrybutorzy próbowali walczyć z piractwem m.in. obniżkami cen urządzenia oraz gier. Ostatnie egzemplarze rozeszły się w 1996.
W roku 2003 wygasły patenty związane z konsolą Famicom oraz w 2005 roku z konsolą NES, dzięki czemu klony tych konsoli stały się legalne. Pozwoliło to na powstanie nowych klonów takich jak Hyperkin Retron, AVS i innych, sprzedawanych między innymi na terenie Unii Europejskiej, USA i Japonii. W listopadzie 2016 roku Nintendo wydało konsolę NES Classic Edition, będącą miniaturowym NES-em z preinstalowanymi grami oraz jego japoński odpowiednik – Classic Mini: Family Computer. Sprzedano ponad 1,5 mln egzemplarzy sprzętu.

## Podstawowe dane techniczne

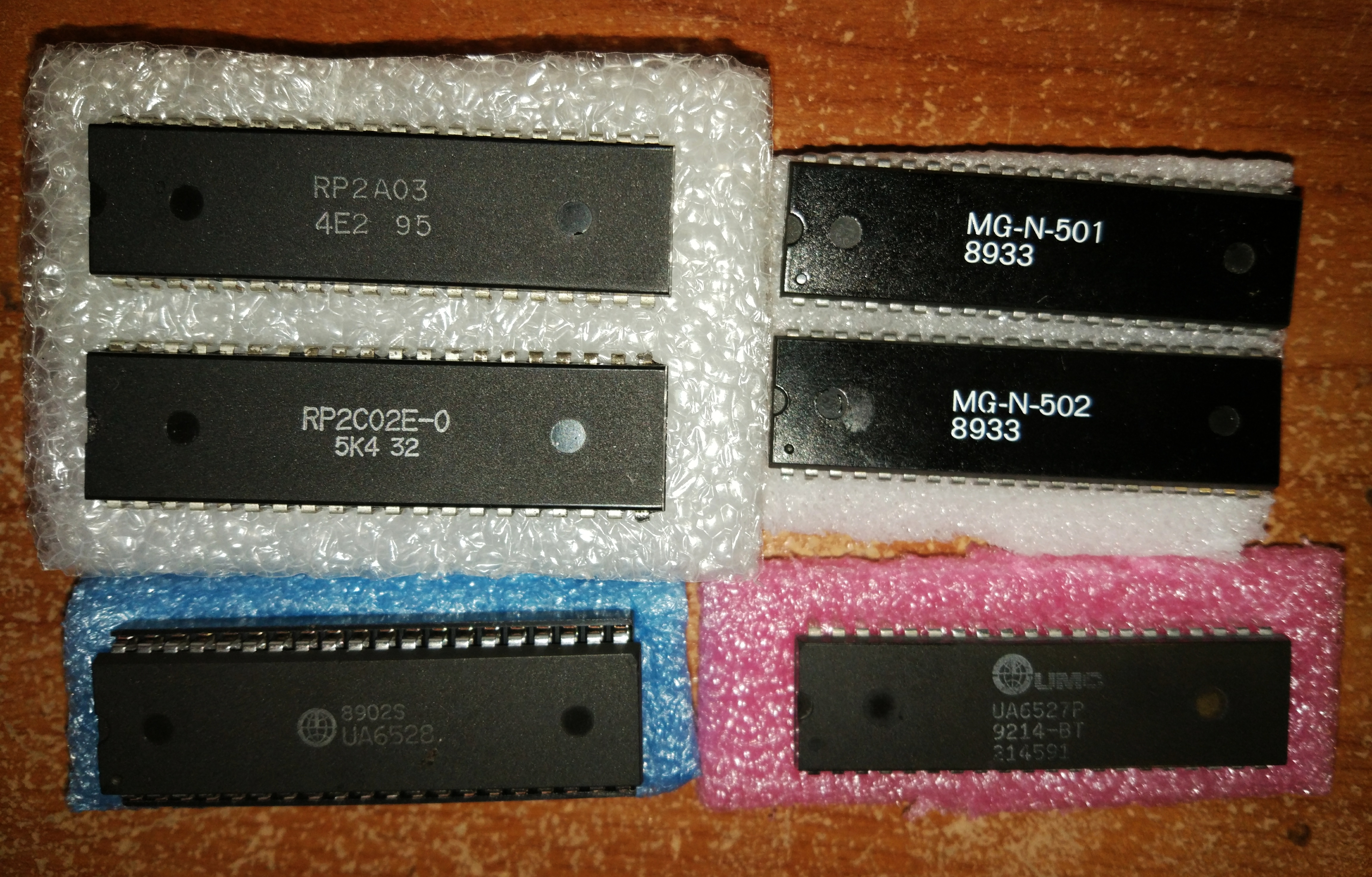
Układy CPU i PPU konsoli NES oraz ich klony

### Procesory i pamięci
Posiada centralny procesor o architekturze 8-bitowej z rodziny Ricoh RP2A03 o częstotliwości taktowania 1,79 MHz (wersja dla NTSC) lub RP2A07 o częstotliwości 1,66 MHz (wersja dla PAL), dedykowany procesor graficzny, 2kB pamięci RAM, 2kB dedykowanej pamięci video RAM oraz dodatkową pamięć komputerową wynikającą z obsługi kartridży. Wersje dla Japonii obsługiwały 60-pinowe, natomiast wersja dedykowana rynkom europejskim i amerykańskim obsługiwała 72-pinowe kartridże lub specjalne dyskietki FDS.

### Grafika i dźwięk
Wspiera grafikę w rozdzielczości 256 x 224 px w standardzie NTSC, rozdzielczości 256 x 240 px w standardzie PAL. Obsługuje do 64 spritów o rozmiarach 8 x 8 lub 8 x 16 pikseli. Umożliwia generowanie 53 kolorów, w tym 5 odcieni szarości, z czego 25 może być wyświetlanych równocześnie, 4 na sprite'a. Karta dźwiękowa zapewniała wsparcie dla 5-kanałowego dźwięku mono tj. 1 kanał szumów, 1 kanał DMC i 3 dźwiękowe.

### Porty i urządzenia wejścia-wyjścia
Pierwszy model Famicoma posiadał dwa gamepady przymocowane na stałe, gdzie w jednym zamiast przycisków start i select znajdował się mikrofon. W pozostałych modelach gamepady były odłączane i nie posiadały mikrofonu. Poza pierwszym modelem urządzenia te posiadały dwa 7-pinowe gniazda kontrolerów. Wersja dla rynku japońskiego była dodatkowo wyposażona w 15-pinowe męski złącze Famicon Expansion Port. Famicom posiadał także wyjście AV typu RF, a w wybranych modelach composite video z dźwiękiem mono. Famicom wspierał także wiele dodatkowych akcesoriów, jak pistolet świetlny (Zapper / Video Shooting Series Gun HVC-005), klawiaturę Family BASIC (72 klawisze w japońskim układzie QWERTY), winylową matę Family Fun Fitness z 12 obszarami czułymi na dotyk, rękawicę z wbudowanym kontrolerem Power Glove, robota Family Computer Robot (także R.O.B) oraz dodatkową pamięć Famicom Disk System.

## Family Computer Disk System
Po sukcesie Famicoma, dotychczasowe kartridże okazały się niewystarczające, oferowały zbyt małą pojemność, były kosztowne i trudne w produkcji oraz nie posiadały możliwości zapisu gry. By sprostać nowym oczekiwaniom, w roku 1986 Nintendo stworzyło dodatkową pamięć zewnętrzną do Famicoma o nazwie Famicom Disk System (FDS). Używała ona magnetycznych dwustronnych dyskietek o pojemności 56 kB na każdą stronę umożliwiając zapisu stanu gry. Rozpowszechnianiu nowego dodatku miał pomóc fakt, że nowe gry miały być wydawane tylko i wyłączne w tym formacie. Jedną z gier, które początkowo pojawiły się tylko na FDS, była The Legend of Zelda. Kolejnym czynnikiem sprzyjającym FDS była możliwość nagrania nowej gry na dyskietkę, za niższą cenę niż zakup nowego kartridża. FDS jednak nigdy nie opuścił Japonii, ponieważ zanim mógł być wprowadzony do USA lub Europy, technologia tworzenia kartridży została udoskonalona, mogły one przechowywać więcej danych niż dyskietki, były bardziej niezawodne, gry ładowały się szybciej a do zapisu gier wykorzystano inne medium. Rozwój kartridży skłonił Nintendo do powrotu do tego medium także w Japonii.